# George & Paul
George & Paul is een Nederlands-Vlaamse stop-motionkomedie animatieserie voor kinderen. De serie wordt geproduceerd door Ka-Ching Cartoons, Pedri Animation, Beast Animation, NTR en VRT-KETNET, en gedistribueerd door Distribution360 en The License Company.

## Samenvatting
De serie stelt twee personages voor, George en Paul genaamd, die zijn gemaakt van gekleurde houten blokken voor kinderen. Ze gebruiken hun fantasie om problemen op te lossen en maken ook dingen van andere houten blokken.
De personages praten niet, maar interageren met elkaar en met een voice-over.

## Uitzending
De serie wordt uitgezonden op NPO 3 (Nederland), VRT-KETNET (België), ITVBe's LittleBe (Verenigd Koninkrijk), Daeyko Kids (Zuid-Korea), Jetsen Huashi Wangju (China), Channel Hop (Israël), Yle (Finland), RTV (Slovenië) en TVNZ Kidzone (Nieuw-Zeeland).

### Uitgave
De serie werd uitgezonden bij het internationale filmfestival van Toronto (Canada) als onderdeel van het evenement "Reel Rascals: Stories Delight".

### Trivia
De serie is geïnspireerd op de tekenfilm achtige stop-motion animaties van de met een Oscar bekroonde Hongaarse animator George Pal.